# Concistori di papa Celestino III

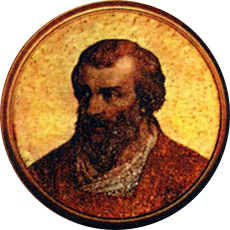
Papa Celestino III

Questa voce raccoglie l'elenco completo dei concistori per la creazione di nuovi cardinali presieduti da papa Celestino III, con l'indicazione di tutti i cardinali creati su cui si hanno informazioni documentarie (11 nuovi cardinali in 4 concistori). I nomi sono posti in ordine di creazione.

## 1191 (I)
- Niccolò Bobone, nipote di Sua Santità; creato cardinale diacono di Santa Maria in Cosmedin (morto nel 1200-01)
- Roffredo dell'Isola, O.S.B., abate del monastero di Montecassino; creato cardinale presbitero dei Santi Marcellino e Pietro (morto ca. 1212)
- Guido, creato cardinale presbitero di San Marco (morto prima del 1198)
- Giacomo Cesarini, creato cardinale presbitero di Santa Prassede (morto prima del 1198)

## Maggio 1192 (II)
- Alberto di Lovanio, vescovo di Liegi; creato cardinale diacono (diaconia ignota) (morto nel novembre 1192); santo, la sua memoria ricorre il 21 novembre

## 20 febbraio 1193 (III)
- Giovanni (di San Paolo) Colonna, O.S.B., abate del monastero di S. Paolo fuori le mura (Roma); creato cardinale diacono (diaconia non assegnata) (morto prima di novembre 1215-16)
- Fidanzio, creato cardinale presbitero di San Marcello (morto nel febbraio 1197)
- Pietro Capuano, maior, dei signori di Capua; creato cardinale diacono di Santa Maria in Via Lata (morto nell'agosto 1214)
- Bobone, canonico della Basilica Vaticana; creato cardinale diacono di San Teodoro (morto nell'ottobre 1199)
- Cencio Savelli, canonico della Basilica Liberiana, camerlengo di Santa Romana Chiesa; cardinale diacono di Santa Lucia in Silice; eletto Papa Onorio III il 18 luglio 1216 (morto nel marzo 1227)

## 1195 (IV)
- Simon de Limbourg, dei duchi di Lorena; creato cardinale diacono (diaconia ignota) (morto nell'agosto 1196)

## Fonti
- (EN) Current and historical information about the Bishops and Dioceses of the Catholic Hierarchy around the world, su catholic-hierarchy.org.
- (EN) Salvador Miranda, Celestine III, su fiu.edu – The Cardinals of the Holy Roman Church, Florida International University. URL consultato il 27 luglio 2015.